# Guiné-Bissau nos Jogos Olímpicos de Verão de 2012
Guiné-Bissau competiu nos Jogos Olímpicos de Verão de 2012 realizados em Londres, Reino Unido, entre 27 de Julho e 12 de Agosto de 2012.
O país será representado por 4 atletas que disputarão provas do atletismo e lutas.

## Desempenho

### Atletismo
Masculino
| Atleta          | Evento | Preliminar | Preliminar | Quartos-de-final | Quartos-de-final | Meias-finais | Meias-finais | Final       | Final       |
| Atleta          | Evento | Marca      | Posição    | Marca            | Posição          | Marca        | Posição      | Marca       | Posição     |
| --------------- | ------ | ---------- | ---------- | ---------------- | ---------------- | ------------ | ------------ | ----------- | ----------- |
| Holder da Silva | 100 m  | 10s69 q    | 3º/bat. 1  | 10s71            | 7º/bat. 4        | Não avançou  | Não avançou  | Não avançou | Não avançou |

Feminino
| Atleta           | Evento | Largada   | Largada | Quartos-de-final | Quartos-de-final | Meias-finais | Meias-finais | Final     | Final |
| Atleta           | Evento | Resultado | Pos.    | Resultado        | Pos.             | Resultado    | Pos.         | Resultado | Pos.  |
| ---------------- | ------ | --------- | ------- | ---------------- | ---------------- | ------------ | ------------ | --------- | ----- |
| Graciela Martins | 400 m  |           |         | —                | —                |              |              |           |       |

## Lutas
Guiné-Bissau tem direito a duas vagas nas competições de lutas.
Estilo livre masculino
| Atleta         | Evento | Qualificação        | Competição com 16   | Quartos-de-final    | Meias-finais        | Repescagem 1        | Repescagem 2        | Final               | Final |
| Atleta         | Evento | Opposição Resultado | Opposição Resultado | Opposição Resultado | Opposição Resultado | Opposição Resultado | Opposição Resultado | Opposição Resultado | Pos.  |
| -------------- | ------ | ------------------- | ------------------- | ------------------- | ------------------- | ------------------- | ------------------- | ------------------- | ----- |
| Augusto Midana | -74 kg |                     |                     |                     |                     |                     |                     |                     |       |

Estilo livre feminino
| Atleta          | Evento | Qualificação        | Competição com 16   | Quartos-de-final    | Meias-finais        | Repescagem 1        | Repescagem 2        | Final               | Final |
| Atleta          | Evento | Opposição Resultado | Opposição Resultado | Opposição Resultado | Opposição Resultado | Opposição Resultado | Opposição Resultado | Opposição Resultado | Pos.  |
| --------------- | ------ | ------------------- | ------------------- | ------------------- | ------------------- | ------------------- | ------------------- | ------------------- | ----- |
| Jacira Mendonça | -63 kg |                     |                     |                     |                     |                     |                     |                     |       |